# رمان نو
رمان نو یکی از جنبش‌های ادبی معاصر غرب است که همگام با تحولات اجتماعی و سیاسی در اواخر دهه ۱۹۵۰ در فرانسه شکل گرفت و هم‌زمان به انتقاد از شیوه‌های بیان واقع‌گرایانه و کلاسیک در رمان پرداخت. «رمان نو» که در میان انگلیسی‌زبانان بیشتر به ضد رمان شهرت دارد با انتقاد از عناصر سنتی روایت داستانی مانند شخصیت، حادثه و طرح بر آن بود تا با تأکید بر لزوم تحول دائمی در ادبیات، گونه‌ای نو از روایت داستانی را ابداع و معرفی کند که با اوضاع اجتماعی و زندگی جدید انسان هم‌خوانی بیش‌تری داشته باشد.

## مکتب یا جنبش
این‌گونه از رمان با کتاب تروپیسم اثر ناتالی ساروت، آغاز می‌شود که رمان «پاک‌کن‌ها» ی آلن رب گری‌یه به آن استحکام می‌بخشد. رمان نو مکتب نیست، جنبشی است بدون رهبر و بدون مجله یا روزنامه، با این‌همه جهت‌گیری‌های رب گری‌یه او را رهبر ضمنی این جنبش می‌سازد. ناتالی ساروت در جایی ضمن اشاره به تفاوت‌های موجود میان نویسندگان رمان نو فرانسه می‌نویسد: «با این‌همه آنچه موجب پیوند ماست، رفتار و برداشت مشترکی است که نسبت به ادبیات گذشته داریم. وجه اشتراک ما اعتقاد به لزوم دگرگونی مداوم «صورت»‌ها و به آزادی کامل آن‌هاست». رولان بارت بر این باور است که معنی رمان، چیزی جز همین «صورت»‌ها نیست و در مقالهٔ «پاسخ به کافکا» آشکارا می‌نویسد: «همهٔ مفهوم رمان در شگردهای ادبی خلاصه می‌شود؛ ادبیات در شیوهٔ خود پدیدار می‌گردد». رب گری‌یه در گفتگویی می‌گوید: «این نویسندگان سال‌ها بود که می‌نوشتند تا من آن‌ها را در انتشارات مینویی گرد هم آوردم. با این وصف «رمان نو» به هیچ وجه یک مکتب نبود. هر کسی روی کتاب خودش کار می‌کرد؛ ولی از آن‌جا که این گروه وجود داشت، هریک از ما می‌کوشید در راه خود تا آن‌جا که امکان دارد پیش برود».

## صفت نو
اصطلاحاتی چون «مکتب نگاه» یا «رمان نو» از تمرینات سادهٔ تجزیه و تحلیلی که رولان بارت از نخستین اثر آلن رب گری‌یه ارائه داد، به وجود آمدند. صفت نو فی‌نفسه، نه بهتر از صفت دیگری است و نه بدتر، بلکه به خودی خود بر چیزی دلالت نمی‌کند و در ادبیات به همهٔ آثار بزرگ گذشته که نمایانگر این تحول دائمی و ضروری قالب‌ها بوده‌اند، اطلاق شده است؛ تحولی که بدون آن، هنر داستان‌نویسی و به‌طور کلی هنر، نه می‌تواند پیش برود و نه زنده بماند (اثر استاندال نیز به اندازهٔ اثر پروست «نو» بوده‌است). پس اگر در آغاز دههٔ پنجاه این صفت دقیقاً برای نشان دادن نوع خاصی از رمان به کار رفته است، رمانی که بر خلاف سنت رایج شکل گرفته بود، طبعاً می‌بایست دلایلی خاص داشته باشد. در واقع رولان بارت تأکیدی بر جنبهٔ انقلابی و خارجی اثر رب گری‌یه داشت و به ویژه حذف معیارهای سنتی قصه‌نویسی توسط نویسنده که سبب حذف ریشه‌ای عناصر کلاسیک رمان‌نویسی شد.

## خصوصیات رمان نو
«رمان نو» به آنچه در رمان سنتی معمولاً قهرمان یا شخصیت (پرسوناژ) و روند منطقی سلسله حوادث داستان اطلاق می‌شود اعتقادی ندارد. بلکه به روان‌کاوی جنبه‌های غیرعادی و نقاط تاریک شخصیت انسان می‌پردازد. شخصیت داستان هویت خاصی ندارد، تبدیل می‌شود یک حرف اول اسم یا یک ضمیر شخصی مذکر و مؤنث. در رمان کلاسیک ماجرا با درک دنیایی نظم یافته مطابقت دارد، ولی در رمان نو داستان در هم می‌ریزد. رمان نو به ویژه هرگونه اشتغال ذهنی ایدئولوژیک را دور می‌ریزد. به نظر رب گری‌یه، انتقال یک اندیشه، به‌کارگیری قالب سنتی را ایجاب می‌کند. در رمان نو نه جذابیت موضوع برای نویسنده اهمیت دارد، نه تسلسل منطقی حوادث و نه شخصیت‌های داستان. موضوع فقط قالبی است برای بازنمایاندن سلسله حوادثی که ممکن است هیچ ربطی به هم نداشته باشند و شخصیت‌ها، نظیر رهگذرانی هستند که از خیابان یا کوچه‌ای می‌گذرند.
مهدی سحابی در گفتگویی با ماهنامهٔ ادبیات داستانی می‌گوید: «شکل رمان نو در رابطه با رمان، مانند ارتباط آبستره است با نقاشی فیگوراتیو. از بین بردن ساختار کلاسیک رمان نه تنها از دید فنی، از دید هستی‌شناسی، معرفت‌شناسی و از دید شناخت فردی، چیزی به عنوان سلسله مراتب رمان قدیم وجود ندارد. همچنین دیگر از نظم ساختاری که در رمان کلاسیک جا افتاده بود، یا سلسله مراتب و قواعدی مانند پیرنگ و ریتم، خبری نیست. آنچه در رمان کلاسیک مطرح است به صورت رفت و برگشت، هرمی با قاعده است که در نوک آن قهرمان جا دارد؛ ولی رمان نو فاقد این‌هاست. رمان نو، شکل آبستره رمان قدیم است. یا به عبارت بهتر، وصف حال انسان مدرن، انسان نو، بنابراین رمان نو است».
آلن رب گری‌یه در سال ۱۹۶۳ در کتابی تحت عنوان «برای رمان نو» که شامل تأملات دربارهٔ ماهیت و آیندهٔ رمان است، شخصیت پردازی، روایت داستان، ماجرانگاری و گره داستانی که در رمان‌های کلاسیک در قرن نوزدهم با آثار انوره دو بالزاک و امیل زولا به اوج شکوفایی خود رسیده بود، را به باد انتقاد گرفت. به گفته او از این پس «هدف نوشته بیان ماجرا نیست بلکه رمان ماجرای نوشته» خواهد بود. ناتالی ساروت نیز در کتاب معتبر خود عصر بدگمانی ضمن انتقاد از رمان کلاسیک، سیر تحولات این ژانر ادبی را از دوره کافکا تا به امروز دنبال کرده‌است.
در رمان نو دیالوگ پیچیده‌تر از رمان‌های سنتی شده و انواع جدیدی از گفتگو پدید آمده‌است که پیچیده است و مطلب را ساده و بدیهی در اختیار خواننده نمی‌گذارد.

## تاریخچه

### بستر شکل‌گیری رمان نو
رمان نو هم‌زمان بود با جنگ الجزایر و بازگشت ژنرال دوگل به قدرت. لوسین گلدمن به هنگام تحلیل شرایط تاریخی و اجتماعی و اقتصادی عصر رمان نو، به این گمان رسید که این ادبیات تازهٔ داستانی در عصری پیدا شده‌اند که تحولات جامعه و ظهور پدیده‌های تازه و انفعالی شدن روزافزون افراد در یک نظام مصرفی، منجر به این شده‌است که برای اشیاء نوعی برتری نسبت به آدم‌ها شکل بگیرد. گلدمن با توجه به این دید، خبر از ظهور رئالیسمی تازه‌ای داده است که در آن برتری با شیء خواهد بود. در واقع به نظر می‌رسد او فراموش کرده‌است که ماجرای رمان نو در درجهٔ اول یک ماجرای دال است و اگر انقلابی روی داده است، در درجهٔ اول حاصل آگاهی نسلی از نویسندگان از نقش قالب‌های کلامی و صور بلاغی، قدرت‌های مولد نوشته و زبان در همهٔ آفرینش‌های ادبی است که در واقع حاصل تلاش نویسندگان بزرگ نیمهٔ اول قرن بیستم و بلندپروازی‌هایشان در ساختار و شکل و معنای تازه‌ای بود که به ترکیب و دید داستانی بخشیده بودند. نویسندگانی هم‌چون جیمز جویس، فرانتس کافکا، ویرجینیا وولف و کمی بعد بورخس و در نحلهٔ فرانسوی، مارسل پروست.
مجموعهٔ این شرایط و تأثیرات به نوعی پژوهش منجر شد و به سرعت شکل کوششی را گرفت برای قراردادن یک زبان روایی - که در درجهٔ اول در سطح صوری عمل می‌کرد- به جای رمان سنتی. رولان بارت در مقاله‌های مشهورش که هم‌زمان با اولین کتاب‌های آلن رب گری‌یه منتشر می‌شد (سال‌های ۱۹۵۴ و ۱۹۵۵)، این نوع ادبیات را ادبیات عینی یا ادبیات تحت‌اللفظی می‌نامید و از این‌که می‌دید این نوع ادبی می‌خواهد «حتی قالب‌های داستان را گندزدایی کند»، سخت خوشحال بود.

### انتشارات مینویی
هنگامی که کسی توجهی به آثار نویسندگان رمان نو نشان نمی‌داد، انتشارات مینویی اقدام به چاپ آثار این نویسندگان کرد. آلن رب گری‌یه در گفتگویش با آدلبرت رایف می‌گوید: هنوز کارهای ساروت در میان خوانندگان، منتقدان و دانشگاهیان چندان انعکاس وسیعی نیافته بود. به کتاب‌های مارگریت دوراس هم کسی چندان علاقه‌ای نشان نمی‌داد. این نویسندگان به تدریج دست از کار نویسندگی کشیده و به این وضع عادت کرده بودند که از سوی ناشران مورد تحقیر واقع شوند و تا آخر عمر ناشناخته بمانند؛ و کلود سیمون که مجبور بود برای چاپ آثارش محتوای آنان را با خواست گردانندگان انتشارات «کالمن-لوی» تطبیق دهد، در صورتی که به «انتشارات مینویی» راه نمی‌یافت، مطمئناً این فرصت را بدست نمی‌آورد که آثاری چنین عظیم خلق کند و به دریافت جایزهٔ نوبل ادبیات نائل آید. در «انتشارات مینویی» بود که نبوغش شکوفا شد.

### نویسندگان شاخص
مشهورترین نویسندگانی که در فرانسه به این سبک نوشته‌اند عبارتند از ناتالی ساروت، آلن رب گری‌یه، مارگریت دوراس، میشل بوتور و کلود سیمون. البته این نویسندگان ادعا نمی‌کنند که ابداع‌کنندهٔ اولیهٔ این سبک هستند، بلکه مارسل پروست و جیمز جویس را پیشکسوت خود می‌دانند، ناتالی ساروت به داستایوسکی و کافکا ارج می‌نهد و رب گری‌یه به بیگانه‌ی آلبر کامو و تهوع ژان پل سارتر.

#### آثار شاخص
از میان آثار نویسندگان رمان نو می‌توان به آثاری چون رمان عاشق و فیلم‌نامهٔ هیروشیما عشق من اثر مارگریت دوراس، رمان پاک‌کن‌ها و فیلم‌نامهٔ سال گذشته در مارین باد اثر آلن رب گری‌یه، رمان جاده‌های فلاندر اثر کلود سیمون، رمان تروپیسم اثر ناتالی ساروت و تغییر اثر میشل بوتور اشاره کرد.

## رمان نو و سینما
بسیاری از نویسندگان رمان نو، ارتباط تنگاتنگی با سینما داشته‌اند. حتی خود فیلم‌نامه نوشته‌اند یا حتی فیلم‌هایشان را کارگردانی کرده‌اند. از آن میان، مشهورترین‌شان، فیلم‌های سال گذشته در مارین باد به نویسندگی آلن رب گری‌یه و فیلم هیروشیما عشق من به نویسندگی مارگریت دوراس است که هردو توسط آلن رنه کارگردان فرانسوی، به تصویر کشیده شده‌اند. مارگریت دوراس خود فیلم‌ها و نمایش‌نامه‌هایی را نیز کارگردانی کرده‌است. در حقیقت، سینما، این هنر برتر قرن بیستم، همان‌گونه که تعدادی از متون نظری «رمان نو» یی‌ها نشان می‌دهد، بر نوشتهٔ آن‌ها و تلقی‌شان از داستان تأثیر گذاشته است. از طرفی، سبک نگارشی و کارگردانی این نویسندگان هم بر سینما تأثیر داشته‌است. این نشانه‌ها در تغییراتی که در زمان ایجاد کرده‌اند، قابل مشاهده است. در رمان نو، فواصل زمانی که شامل پرش می‌شوند، به طرز قابل توجهی طولانی و پرش‌ها ناگهانی‌تر شده‌اند. پرش به این مفهوم سخن متوقف شده اما زمان در گذر است. به‌طوری‌که بسیاری از وقایع حذف شده، ممکن است بین چند ساعت تا چند سال باشد. به عنوان مثال، مارگریت دوراس در کتاب تابستان ۸۰، به کمک کلمهٔ تابستان زمان را محدود کرده‌است؛ زمان قصهٔ نو، زمان انسانی است، چنین زمانی با قرارداد ساعت دیواری، یعنی وقایع‌نگاری سنتی تفاوت دارد. همان‌طور که در سال گذشته در مارین باد می‌بینیم.